# NICS (企業)
株式会社NICS（ニックス）は、1974年創業の岡山県玉野市に本社を置く受託ソフトウェア開発を主体とした日本の情報技術(IT)企業である。
玉野市に本社を置く企業としては初の上場企業であり、かつ唯一の上場企業である。

## 概要
三井造船の下請け企業であった山根船舶工業（現在は廃業）の電算部が独立して岡山県玉野市にて創立。創業者は元玉野市長で日本青年会議所の監事、常任理事等の役員を歴任した山根敬則。旧社名は日本情報管理システム。
主に三井造船の港湾物流システム(CTMS)の開発を主体に業容を拡大した。港湾物流のシステム開発では、業界トップクラスの知見を誇っている。かつてはインターネットプロバイダ事業（宝島インターネット）も運営していた。
現在は港湾物流システム以外にもWEB系システム等様々なジャンルの開発を手がけており、大分県大分市にも拠点を有している。
同社は社員の働きやすさにも注力し、社員のキャリアアップやワークライフバランスの充実にも取り組んでおり、2016年に厚生労働大臣よりくるみんマークの、2018年から8年連続で経済産業省より健康経営優良法人（中小規模法人部門）の認定を受けている。2021年、2022年、2025年と健康経営優良法人（中小規模法人部門）ブライト500の認定も受けている。

## 沿革
- 1974年11月 - 山根船舶工業(株)電算室より分離独立、資本金を1000万円にて株式会社日本情報管理システム発足、本社を玉野市宇野8-2-7に設立
- 1994年8月 - 本社を玉野市宇野1-11-1に移転
- 1996年4月 - インターネット･プロバイダー『宝島』(現「Nics-Net」)開設
- 2002年2月 - 資本金2000万円に増資
- 2007年12月 - プライバシーマーク取得
- 2010年4月 - 「Nics-Net」のプロバイダ事業をユニアデックス株式会社にサービス移管
- 2012年4月 - 株式会社NICSに社名を変更
- 2014年12月 - 株式会社岡山トスバックを吸収合併　岡山営業所として再編
- 2016年6月 - くるみんマーク取得
- 2016年12月 - 大分事業所開設
- 2017年9月 - 一般社団法人日本ニアショア開発推進機構より「認定ニアショアベンダー」認定
- 2018年2月 - 「健康経営優良法人2018（中小規模法人部門）」認定
- 2018年11月 - 「晴れの国から『健活企業』応援プロジェクト」において表彰を受ける
- 2019年2月 - 「健康経営優良法人2019（中小規模法人部門）」認定
- 2020年3月 - 「健康経営優良法人2020（中小規模法人部門）」認定
- 2021年1月 - 岡山営業所移転
- 2021年3月 - 「健康経営優良法人2021（中小規模法人部門）ブライト500」認定
- 2021年12月 - ISO/IEC 27001:2013（JIS Q 27001:2014）認証取得
- 2022年3月 - 「健康経営優良法人2022（中小規模法人部門）ブライト500」認定
- 2022年11月 - おかやま信用金庫より出資を受け、資本金を2,500万円に増資
- 2023年3月 - 「健康経営優良法人2023（中小規模法人部門）」認定
- 2024年3月 - 「健康経営優良法人2024（中小規模法人部門）」認定
- 2024年3月 - 大阪中小企業投資育成株式会社より出資を受け、資本金を4300万円に増資
- 2024年8月 - TOKYO PRO Marketに上場
- 2024年12月 - Fukuoka PRO Marketに上場
- 2025年2月 - 「おかやま子育てしやすい職場アワード」受賞
- 2025年3月 - 「健康経営優良法人2025（中小規模法人部門）ブライト500」認定

## 関係する人物
山根敬則（元岡山県玉野市長）

## 加盟団体
- 一般社団法人新経済連盟
- 一般社団法人システムエンジニアリング岡山
- 一般社団法人日本ニアショア開発推進機構
- 玉野商工会議所
- 玉野間税会
- 公益社団法人玉野法人会
- 公益社団法人玉野観光協会
- FUJITSUファミリ会